# Alatina rainensis
Alatina rainensis är en nässeldjursart som beskrevs av Lisa-ann Gershwin 2005. Alatina rainensis ingår i släktet Alatina och familjen Alatinidae. Inga underarter finns listade i Catalogue of Life.